# Veronica stylophora
Veronica stylophora är en grobladsväxtart som beskrevs av Mikhail Grigoríevič Popov och Vedensky. Veronica stylophora ingår i släktet veronikor, och familjen grobladsväxter. Inga underarter finns listade i Catalogue of Life.